# Hjärtats retledningssystem

Retledningssystemet och EKG

Retledningssystemet. 1: Sinusknutan, 6: AV-knutan, 7,8,9: Hiska bunten med skänklar.

Hjärtats sammandragning styrs av ett retledningssystem som skickar ut små elektriska signaler till alla delar av hjärtmuskeln. För varje signal sker en snabb serie sammandragningar av hjärtmuskeln, som pressar blodet mellan förmaken och kamrarna, samt ut i artärerna (pulsådrorna).
Vid skador på retledningssystemet kan man behöva operera in en artificiell pacemaker.

## Fortledning
Hjärtats retledning börjar i sinusknutan (SA-knutan) som ligger i övre delen av högra förmaket, cellerna i denna knuta har en så kallad pacemakerpotential. Detta gör att de spontant kan depolariseras och skicka iväg en aktionspotential. Detta uppstår genom att cellerna här hela tiden tar in Ca2+ och/eller Na+, samtidigt som K+ inte kan gå ut, vilket leder till att cellen blir mer och mer positiv. När ett visst tröskelvärde sedan uppnås kommer en aktionspotential ske. Från SA-knutan kommer impulsen gå genom förmaken och efter sin väg kontrahera muskeln. Via sympatisk och parasympatisk (vagus) nervstimulering (från hjärna och hjärnstam) kan SA-nodens pacemakerpotential förändras och ge en ökad respektive minskad hjärtfrekvens. 
Efter förmaken kommer impulsen till atrioventrikulärknutan (AV-knutan) där den kommer att uppehållas (0,1 s) och därigenom ge förmaken möjlighet att ordentligt tömmas ner i hjärtats kamrar. Mesta delen av blodet kommer rinna ner i kamrarna av sig själv, men ungefär ytterligare 20 procent kommer att tryckas in med hjälp av förmakskontraktionen. Detta förklarar för övrigt varför patienter med förmaksflimmer klarar sig så bra, trots att förmaken inte bidrar med någon extra fyllnad av kamrarna.
Från AV-noden kommer impulsen att spridas vidare ner till Hiska bunten, härifrån kommer impulsen delas upp i en höger och en vänster skänkel och sedermera till purkinjefibrerna som för impulsen vidare till höger respektive vänster kammare och kontrahera hjärtmuskeln utefter sin utbredning. 
Alla delar i retledningen har pacemakerpotential, dock kommer rytmen av dessa vara lägre ju längre ner i systemet man kommer. Därför kommer SA-knutan att reglera rytmen så länge den är oskadad, därefter tar AV-noden över, etc.

## Konduktionshastigheter
Konduktionshastigheten varierar i de olika delarna av retledningssystemet för att på så vis orkestrera de fördröjningar mellan förmaks- och kammarkontraktioner som krävs för att hjärtat skall kunna arbeta optimalt. Förmaken skall kontrahera något före kamrarna, för att på så vis tömma det sista atriala blodet i kammaren innan kammarkontraktionen börjar. Denna fördröjning sker i AV-knutan, vilket kräver att den har en väldigt låg konduktionshastighet.
| Vävnad           | Konduktionshastighet (m/s) |
| ---------------- | -------------------------- |
| Sinusknutan      | 0,05                       |
| Förmaksvävnad    | 1                          |
| AV-knutan        | 0,05                       |
| Hiska bunten     | 1                          |
| Purkinjefiber    | 4                          |
| Kammarmuskulatur | 1                          |